# Franz Richard Unterberger
Pour les articles homonymes, voir Unterberger.
Franz Richard Unterberger, né le 15 août 1837 à Innsbruck et mort le 25 mai 1902 à Neuilly-sur-Seine, est un peintre paysagiste tyrolien du XIXe siècle. 

## Biographie

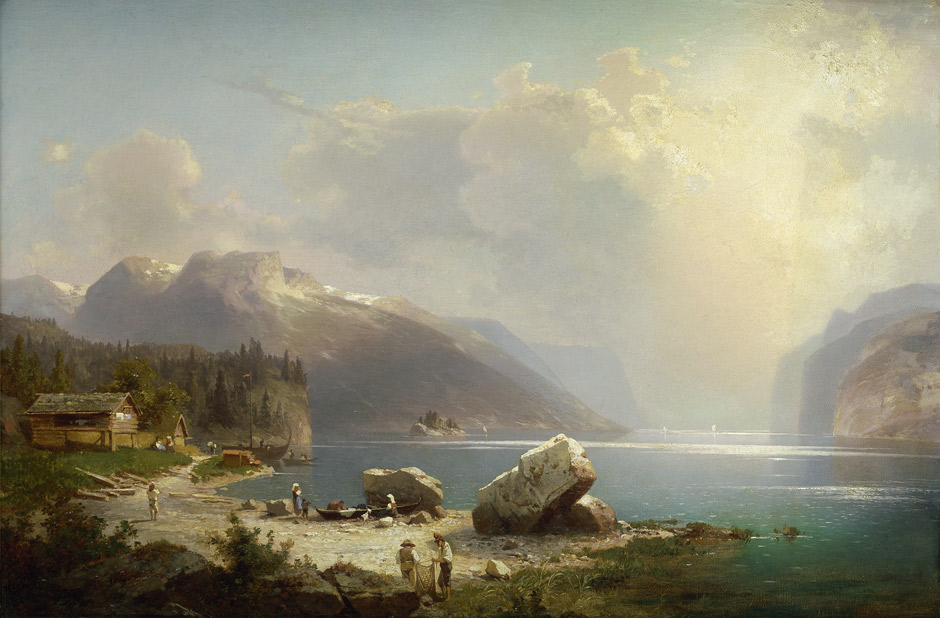
Am Hardanger Fjord in Norwegen. Huile sur toile,.

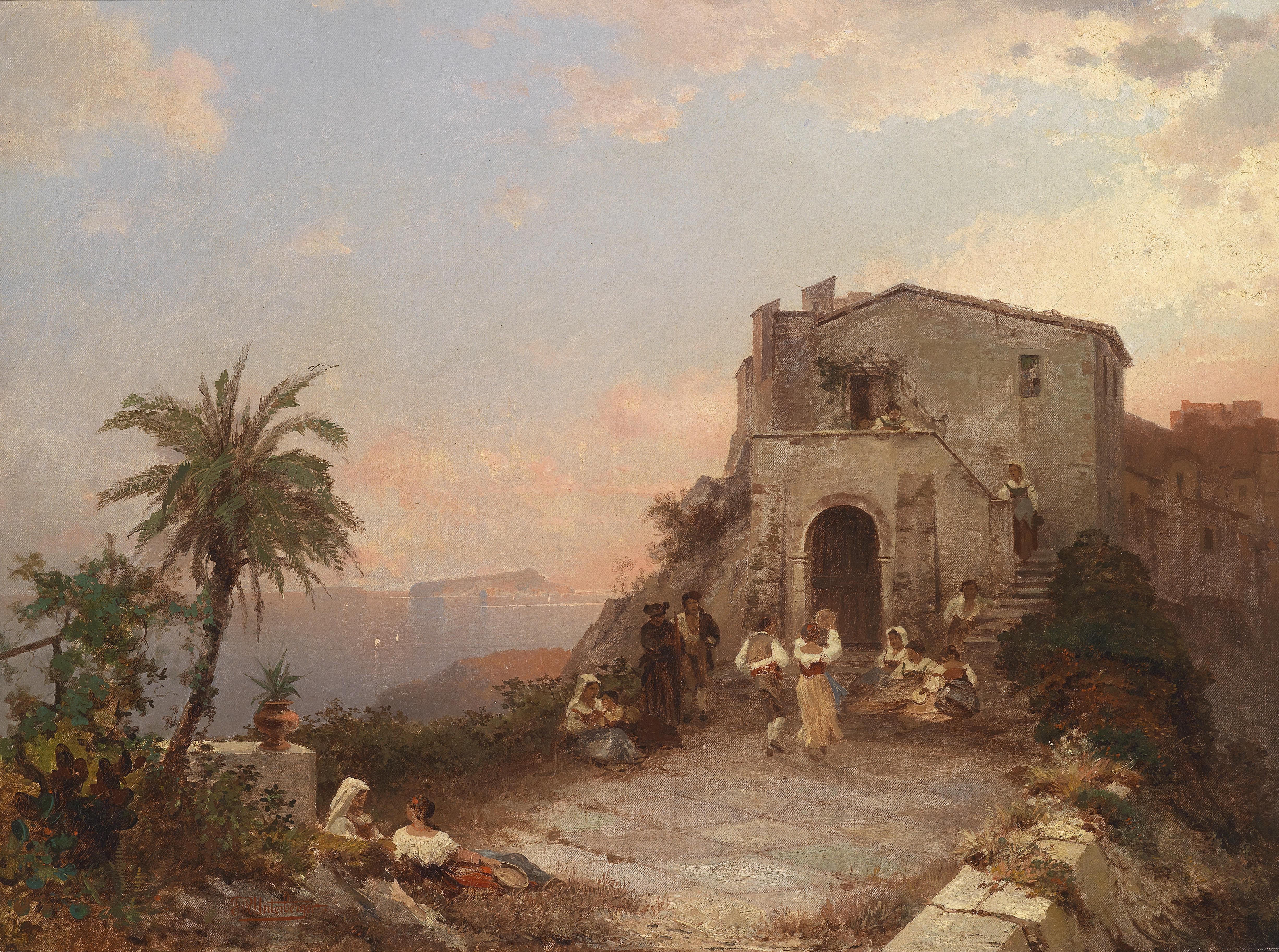
Sommerfest in Italien. Huile sur toile,.

Franz Richard Unterberger est baptisé le 6 septembre 1837.
Il est le fils aîné d'un marchand d'art basé à Innsbruck. Après avoir terminé l'école normale primaire, il fréquente l'Académie commerciale de Munich, mais passe rapidement à l'académie des beaux-arts, où il est l'élève des professeurs Clemens von Zimmermann et Julius Lange. En 1858, il suit son mentor, le professeur Lange, alors professeur privé de l'archiduchesse Charlotte de Belgique, jusqu'à Milan. Cependant, les événements de la guerre de 1859 le contraignent bientôt à retourner à Munich.
Après un court séjour dans la métropole bavaroise, il se rend à Düsseldorf, où les paysagistes d'Andreas et d'Oswald Achenbach orientent son talent vers l'Académie des Beaux-Arts dans de nouvelles directions. À cette époque, Unterberger adopte le deuxième prénom Richard. Sur la suggestion de ses professeurs, il se rend en Norvège en 1860, où de nombreuses œuvres sont créées. Ses œuvres sont exposées à Innsbruck, Vienne et Düsseldorf et sont toujours bien accueillies par la critique d'art. Encouragé par ce succès, l'artiste se rend également au Danemark et sur les côtes anglaises et écossaises.
Unterberger trouve également des motifs qui l'inspire dans son pays natal. À l'occasion d'un séjour au Tyrol en 1862, Partie bei Innsbruck mit der sonnig beleuchteten Waldrastspitze im Hintergrund est acheté par l'archiduc Charles-Louis d'Autriche.
En 1864, Unterberger quitte l'académie de Düsseldorf et s'installe à Bruxelles en tant que peintre indépendant, qu'il choisit comme résidence permanente. De là, il se rend dans le sud de la France et - vers la fin des années soixante - dans le sud de l'Italie. La première peinture italienne, Partie bei Neapel, est exposée en 1868 au Wiener Kunstverein. Lors de l'Exposition universelle de 1873 à Vienne, il présente le tableau Sorrent, Golfe de Naples. Les paysages côtiers ensoleillés de la mer Adriatique, mais aussi Venise avec ses magnifiques bâtiments, ses coins pittoresques et l'agitation des gens sont deviennent rapidement le centre du travail artistique d'Unterberger. Comme presque aucun autre artiste, il peut animer ses images de façon figurative sans détourner l'attention du motif principal.
Unterberger manifeste un intérêt particulier pour le Musée d'État du Tyrol, qui possède plusieurs de ses œuvres, dont le tableau Amalfi et le Golfe de Salerne.
Alors qu'en 1870 un jeu est exposé publiquement sur l'île de Capri, Unterberger créé deux images du lac Achensee. À l'Exposition nationale tyrolienne de 1893, il est représenté par les tableaux Motiv aus Dänemark, Posilippo Golf von Neapel et Amalfi, Golf von Salerno. Plus tard, il ne choisit plus les paysages tyroliens comme sujets ; seul un petit tableau des Dolomites, Cimon della Pala est connu comme tel.
Unterberger a la chance de vendre la plupart de ses tableaux loin des expositions. Lors des expositions internationales à Munich, ses tableaux sont généralement exposés dans la section belge. Plus souvent qu'à Munich, il est représenté à des expositions à Bruxelles, Paris et Londres, où il est beaucoup plus connu et son nom plus populaire qu'en Autriche. Il obtient plusieurs médailles. En 1874, l'empereur François-Joseph Ier d'Autriche lui décerne la Croix de Chevalier de l'Ordre de François-Joseph.
Son apparence est élégante et ses manières impeccables, et il a sans aucun doute bénéficié de l'expérience et des connaissances acquises au cours de ses voyages. Il reste célibataire malgré, ou précisément à cause de ce savoir-vivre. Quand il ne voyage pas, il vit à Bruxelles. De mai à juillet, il séjourne régulièrement à Neuilly, en banlieue parisienne, où il dirige également un atelier. Il meurt d'un accident vasculaire cérébral le 25 mai 1902. Son corps est transféré à Innsbruck et inhumé dans le tombeau familial.
En 1987, le Tiroler Landesmuseum Ferdinandeum commémore la vie et l'œuvre de cet important artiste tyrolien par une rétrospective à l'occasion de son 150e anniversaire.